# Bój HSK Thor z AMC Voltaire
Bój HSK Thor z AMC Voltaire − bitwa morska stoczona 4 kwietnia 1941 roku w ramach kampanii atlantyckiej II wojny światowej, w czasie której niemiecki rajder (niem. Hilfskreuzer) zaatakował brytyjski krążownik pomocniczy i po blisko godzinnej walce zatopił go, zadając poważne straty w ludziach.

## Tło wydarzeń
Krążownik pomocniczy Kriegsmarine „HSK Thor” („Schiff 10”, nazwa kodowa admiralicji brytyjskiej „Raider E”), odpowiednio przebudowany statek handlowy Oldenburg Portugese Line (OPDR) „Santa Cruz” o pojemności 9200 ton, opuścił 6 czerwca 1940 roku port w Hamburgu udając się w swój pierwszy korsarski rajd na południowy Atlantyk. Po dotarciu do uczęszczanego szlaku żeglugowego u wybrzeży Brazylii zatopił lub wziął jako pryzy w dniach 1-17 lipca siedem statków o tonażu około 35 000 BRT. Tylko jeden z zaatakowanych statków zdołał wysłać sygnał „QQQ” (ostrzeżenie o prawdopodobnej obecności korsarza).
17 lipca kontradmirał Henry Harwood otrzymał namiar radiowy z okolic Wysp Zielonego Przylądka, ale służba Y Service nie była w stanie ocenić, czy nadany sygnał pochodził z rajdera, czy też z U-Boota. Wywiad doniósł również, że niemiecki tankowiec „Rekum” opuścił port w Santa Cruz de Tenerife i udał się na południe, być może w celu spotkania z rajderem. W tej sytuacji jedynym źródłem informacji Harwooda mógł być krążący w tamtym rejonie krążownik pomocniczy HMS „Alcantara” . W ten sposób 28 lipca doszło do nierozstrzygniętego pojedynku podczas którego „Thor” wystrzelił 284 pociski 150 mm uzyskując osiem trafień, a „Alcantara” 152 pociski 6-calowe i trafił dwa razy. W pościg ruszył teraz krążownik HMS „Dorsetshire” z Freeport, ale śladu rajdera już nie znalazł.
Drugi, równie nierozstrzygnięty pojedynek, miał miejsce 5 grudnia 1940 roku. Kapitän zur See Otto Kähler ponaprawiał uszkodzenia, pochował zabitych, uzupełnił zapasy i był gotów opuścić brazylijskie wody, gdy na wysokości Montevideo napotkał krążownik pomocniczy HMS „Carnarvon Castle”. Dowódca „Thora” chciał uniknąć bitwy, bowiem podejrzewał, że u ujścia La Platy mogą znajdować się liczne okręty brytyjskie, a w eter poszła już wzywająca pomocy depesza. Uciekał więc, ale szybszy „Carnarvon Castle” dochodził go z wolna i zaczął ostrzeliwać. W ciągu trwającej 75 minut wymiany ognia „Thor” wystrzelił 593 pociski i trafił 27 razy, gdy tymczasem „Carnarvon Castle” oddał ponad 600 strzałów i... nie zyskał nawet jednego trafienia, po czym − ze sporym przechyłem − postawił zasłonę dymną i odpłynął. I ta bitwa nie została rozstrzygnięta, a załoga „Thora” była już obyta z ogniem i bardzo pragnęła sukcesu.
25 marca, wciąż u zachodnich wybrzeży Afryki, „Thor” namierzył statek pasażerski SS „Britannia” i zatopił go, ale załoga zdążyła nadać sygnał „RRR”. Radiooficer „Thora” odebrał odpowiedź jakiejś brytyjskiej jednostki zapowiadającej, że będzie na miejscu za kilka godzin. Kähler − w obawie, że może to być okręt wojenny − postanowił zostawić w łodziach ratunkowych 527 pasażerów „Britanii” i oddalić się co prędzej licząc na to, że rozbitkowie zostaną w krótkim czasie uratowani (w rzeczywistości spędzili na oceanie trzy tygodnie i 200 osób zmarło).

## Bitwa
„Thor” był uzbrojony w sześć dział 150 mm, dwa 37 mm i cztery 20 mm oraz cztery wyrzutnie torped kal. 533 mm. Rajder dysponował ponadto rozpoznawczym wodnosamolotem Arado Ar 196 A-1. Jego załoga liczyła 349 oficerów i marynarzy. Następny przeciwnik niemieckiego rajdera, krążownik pomocniczy HMS „Voltaire”, był wprawdzie większy, ale miał mniej załogi (269), a na uzbrojenie składało się osiem przestarzałych dział 6-calowych (152 mm) i dwa 2,99-calowe (76 mm), z czego jedno na podstawie przeciwlotniczej. „Thor” wracał właśnie do Niemiec, gdy w odległości około 780 Mm na południowy zachód od Wysp Zielonego Przylądka napotkał „Voltaire'a”.
4 kwietnia o godz. 6.15 załoga „Thora” dostrzegła gęsty dym na horyzoncie. Kähler uznał, że to jakiś parowiec i skierował swój okręt w tę stronę. Gdy po kilkunastu minutach jednostki zbliżyły się na tyle, że można było dostrzec szczegóły, Niemcy uznali, że jest to prawdopodobnie pasażerski neutralny liniowiec (tym bardziej, że statek nie próbował uciekać). Dowódca brytyjskiego krążownika, komandor J.A. Blackburn, widząc zbliżającą się nierozpoznaną jednostkę, wysłał zwyczajowy sygnał „what ship?” (pol. „jaki statek?”), ale odpowiedzi nie otrzymał, więc dał strzał ostrzegawczy z działa przeciwlotniczego. Tymczasem odległość zmalała do około 9000 m. Około 6.45 „Thor” wciągnął na maszt banderę wojenną Trzeciej Rzeszy i oddał pierwszą salwę w kierunku „Voltaire'a”. Brytyjczycy odpowiedzieli ogniem swych 6-calówek i bitwa się rozpoczęła.
Po czterech minutach pojedynku z bliskiej odległości Niemcy uzyskali pierwsze trafienia. Jeden z pocisków 150 mm zdemolował pomieszczenia radiostacji i generatory prądu; „Voltaire” stracił łączność i sterowność, a ogarniany pożarem okręt szybko zaczął nabierać wody. Pożar rozszerzał się i wkrótce objął wszystkie nadbudówki brytyjskiego krążownika pomocniczego. Ówczesny sygnalista opisał to tak:

Statek podskakiwał i łomotał w przerażający sposób, a pokład wyglądał jak skład porcelany po wyjściu słonia [oryg. byka], kompletny chaos. Grad szrapneli kosił ludzi jak trawę; niektórzy wyglądali jak strzępy szmat skąpanych we krwi... Na dziobie śmierć zbierała największe żniwo. Statek był podziurawiony, w ogniu i kłębach dymu...

Mimo to artylerzyści Royal Navy walczyli nadal, ale tylko jeden ich strzał był celny, a spowodował niewielkie uszkodzenie w okolicach głównego masztu, gdzie znajdowały się anteny transmisyjne łączności radiowej. O 7.15, kiedy prędkość „Voltaire'a” spadła do 13 węzłów, strzelały już tylko dwa 6-calowe działa brytyjskie, a „Thor” krążył wokół „Voltaire'a” zasypując go lawiną pocisków.
O godzinie 8 niemieckie działa zaczęły się przegrzewać, w związku z czym Kähler, chcąc zakończyć bój, kazał przygotować do odpalenia aparaty torpedowe. Dwie torpedy, wystrzelone z odległości 7000 m (tj. maksymalnego ich zasięgu), nie dosięgły celu, a w tym samym niemal czasie na pokładzie „Voltaire'a” dostrzeżono białą flagę (źródła brytyjskie tego nie potwierdzają), więc Kähler kazał wstrzymać ogień. Komandor Blackburn − mając 72 zabitych − polecił opuścić okręt, który o 8.35 obrócił się stępką do góry i zatonął. W ciągu następnych pięciu godzin Niemcy wyłowili z wody 197 rozbitków (dwóch z nich zmarło wkrótce na skutek odniesionych ran), potraktowanych jak jeńców wojennych. Kähler odnotował, że połowa z nich była ranna. W czasie trwającej 55 minut bitwy „Thor” wystrzelił 724 pociski, połowę posiadanej amunicji.
Była to ostatnia w tym rejsie ofiara niemieckiego rajdera. Wieczorem 30 kwietnia 1941 roku „Thor” powrócił do Hamburga. Podczas 329-dniowej wyprawy przebył 57 532 Mm zatapiając 12 statków o łącznym tonażu 96 602 BRT.